# Semmipalayam
Semmipalayam là một thị trấn thống kê (census town) của quận Coimbatore thuộc bang Tamil Nadu, Ấn Độ.

## Nhân khẩu
Theo điều tra dân số năm 2001 của Ấn Độ, Semmipalayam có dân số 6188 người. Phái nam chiếm 53% tổng số dân và phái nữ chiếm 47%. Semmipalayam có tỷ lệ 69% biết đọc biết viết, cao hơn tỷ lệ trung bình toàn quốc là 59,5%: tỷ lệ cho phái nam là 77%, và tỷ lệ cho phái nữ là 60%. Tại Semmipalayam, 10% dân số nhỏ hơn 6 tuổi.